# Balladyna
Balladyna es una tragedia escrita por Juliusz Słowacki en 1834 y publicada en 1839. Es una notable obra del romanticismo polaco, centrándose en cuestiones como la sed de poder y la evolución de la mente criminal. La historia gira en torno a la subida y la caída de Balladyna, una ficticia reina eslava.